# Adolfo Bonilla
Adolfo Bonilla y San Martín, född den 27 september 1875 i Madrid, död där den 17 januari 1926, var en spansk vetenskapsman.
Bonilla var professor i filosofins historia i Madrid 1905–1926. Han gjorde sig minst lika känd både som rättslärd och som filosof. På juridikens och filosofins område har han efterlämnat en rad kända arbeten, däribland Historia de la filosofía española (2 band, 1908–11, ej fullbordad). Han var framstående även som litteraturkritiker.